# Eisenbahndienstsache
Eisenbahndienstsache (EDS) war die Bezeichnung der Hauspost der Deutschen Reichsbahn und der Deutschen Bundesbahn bis 1997 sowie weiterer Bahngesellschaften.

## Geschichte

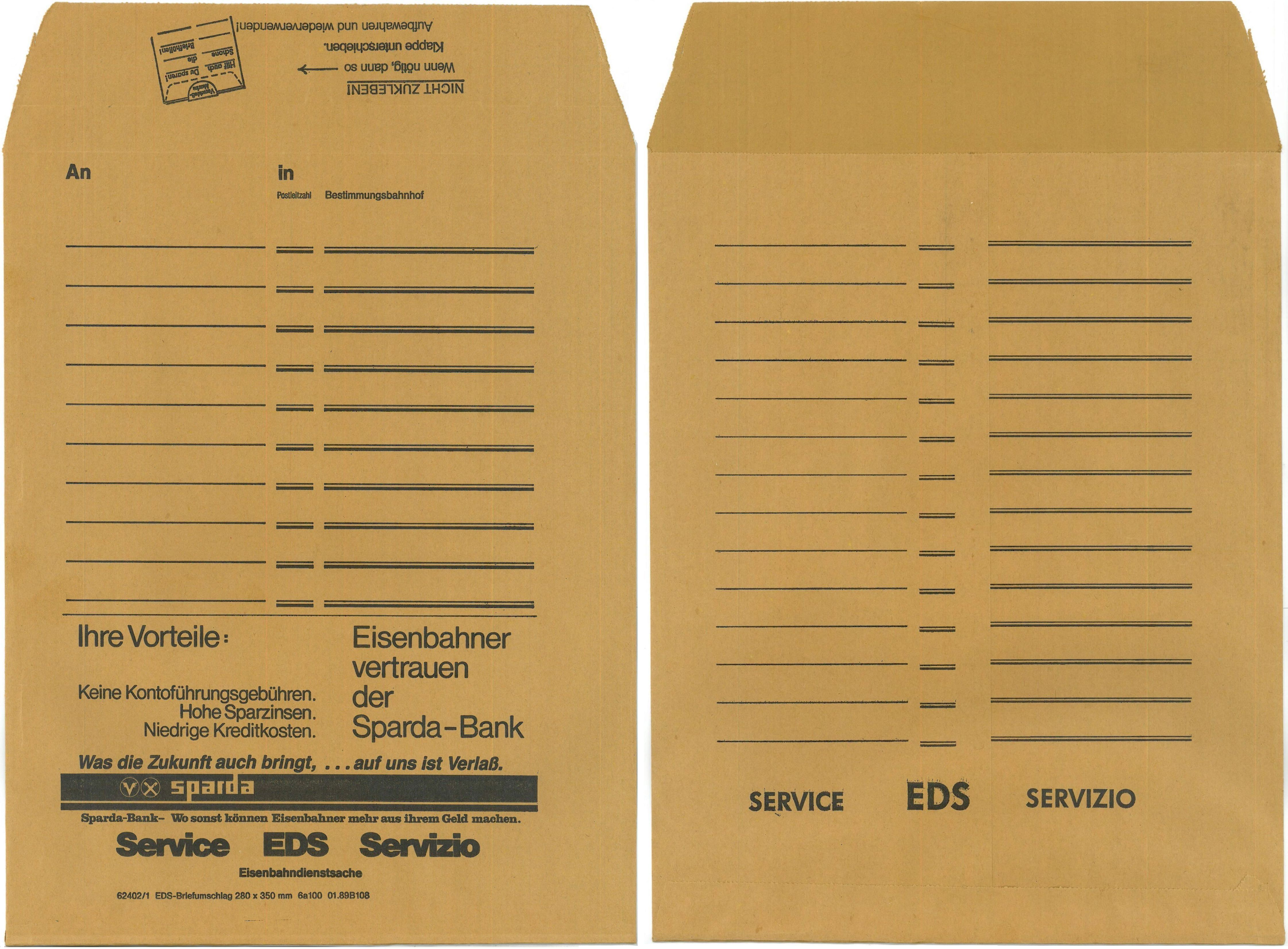
Unbenutztes EDS-Kuvert

Vor der Einführung der „Bürokommunikation Unternehmensweit“ (BKU) wurden die meisten Dokumente schriftlich per Eisenbahndienstsache verteilt. Hierfür waren bei den meisten deutschen und angrenzenden ausländischen Bahngesellschaften umfangreiche Verteilsysteme installiert.
Jeder Bahnhof hatte mindestens einen EDS-Ausgangsbriefkasten. Die Eisenbahndienstsachen wurden nach Zieldirektionen und Empfangsbahnhöfen sortiert und auf den Zügen befördert. Die Verteilung entlang der Strecken auf die Unterwegsbahnhöfe oblag dem Zugführer. Die Zustellung konnte personen- oder funktionsbezogen erfolgen.
Auch betrieblichen Sozialeinrichtungen, wie Bahnbetriebskrankenkassen, DEVK oder Sparda-Banken, konnten Eisenbahndienstsachen zugestellt werden.
Die Umschläge hatten zahlreiche Adresszeilen und wurden öfter verwendet. Es war möglich, EDS als Telegrammbrief, Wertsendung oder Einschreibesendung zu verschicken. Ebenso war der Versand von Päckchen oder Paketen möglich.

## Verwendung

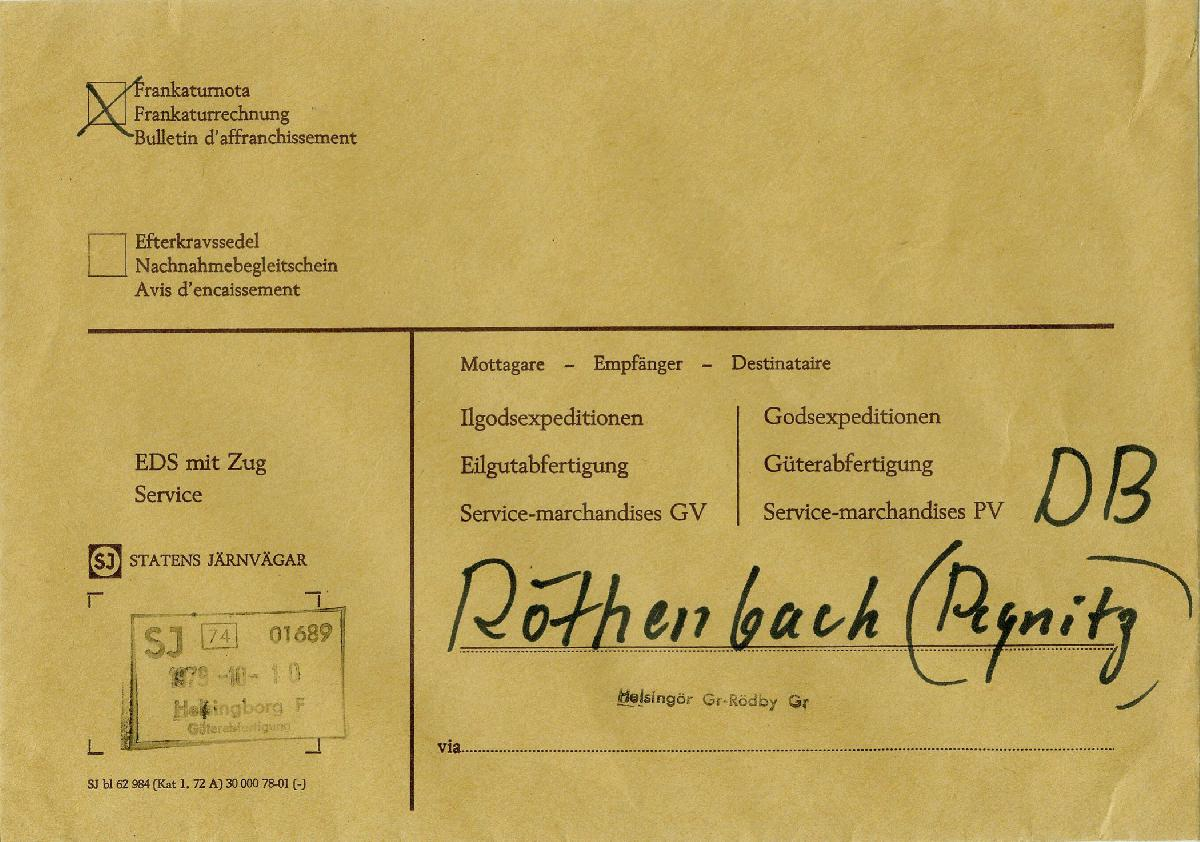
Schwedischer EDS-Umschlag

Ausländische Bahngesellschaften nutzten dieses System teilweise mit deutsch beschrifteten EDS-Umschlägen.

## Einstellung
Die Verbreitung elektronischer Medien machte die Eisenbahndienstsache weitgehend entbehrlich. Die Verteilung des geringer werdenden Volumens erfolgte ab 1997 mit der Deutschen Post. In der Folge mussten vielen Stellwerken erstmals Postanschriften inkl. Hausnummern zugewiesen und von der Straße aus zugängliche Briefkästen installiert werden.